# 希拉莉·羅達
希拉蕊·羅達（Hilary Rhoda；1987年4月6日—），來自美國的超級名模，她是高級化妝品牌Estée Lauder的代言人。希拉莉是學生時，她參與了學校曲棍球與曲棍網球的校隊。2005年，希拉莉搬到紐約後的幾星期，Balenciaga首席設計師Nicholas Ghesquiere親自邀請她為其2006春夏時裝發佈走秀。在2007年四月，她與莉莉·當勞遜、阿潔涅絲・迪恩、杜魯箏·克魯斯、香奈兒·依曼、謝茜嘉·史譚、可可·羅恰、卡羅琳·特倫天尼、慧卡·芝瑪曼及莎莎·彼伏瓦洛娃一起上VOGUE封面，標題印上超級名模接班人。